# کارل سونسون (بازیگر)
کارل سونسون (انگلیسی: Karl Swenson؛ ‏ ۲۳ ژوئیهٔ ۱۹۰۸ – ۸ اکتبر ۱۹۷۸) بازیگر اهل ایالات متحده آمریکا بود.
از فیلم‌ها یا برنامه‌های تلویزیونی که وی در آن نقش داشته است، می‌توان به ساعات دلاوری، شجاعان تنها هستند، پرندگان، محاکمه در نورنبرگ، نقطه گریز، پاداش، دومی‌ها، پسران کتی الدر، بچه سینسیناتی و ۷ دسامبر اشاره کرد.